# Mariusz Drężek

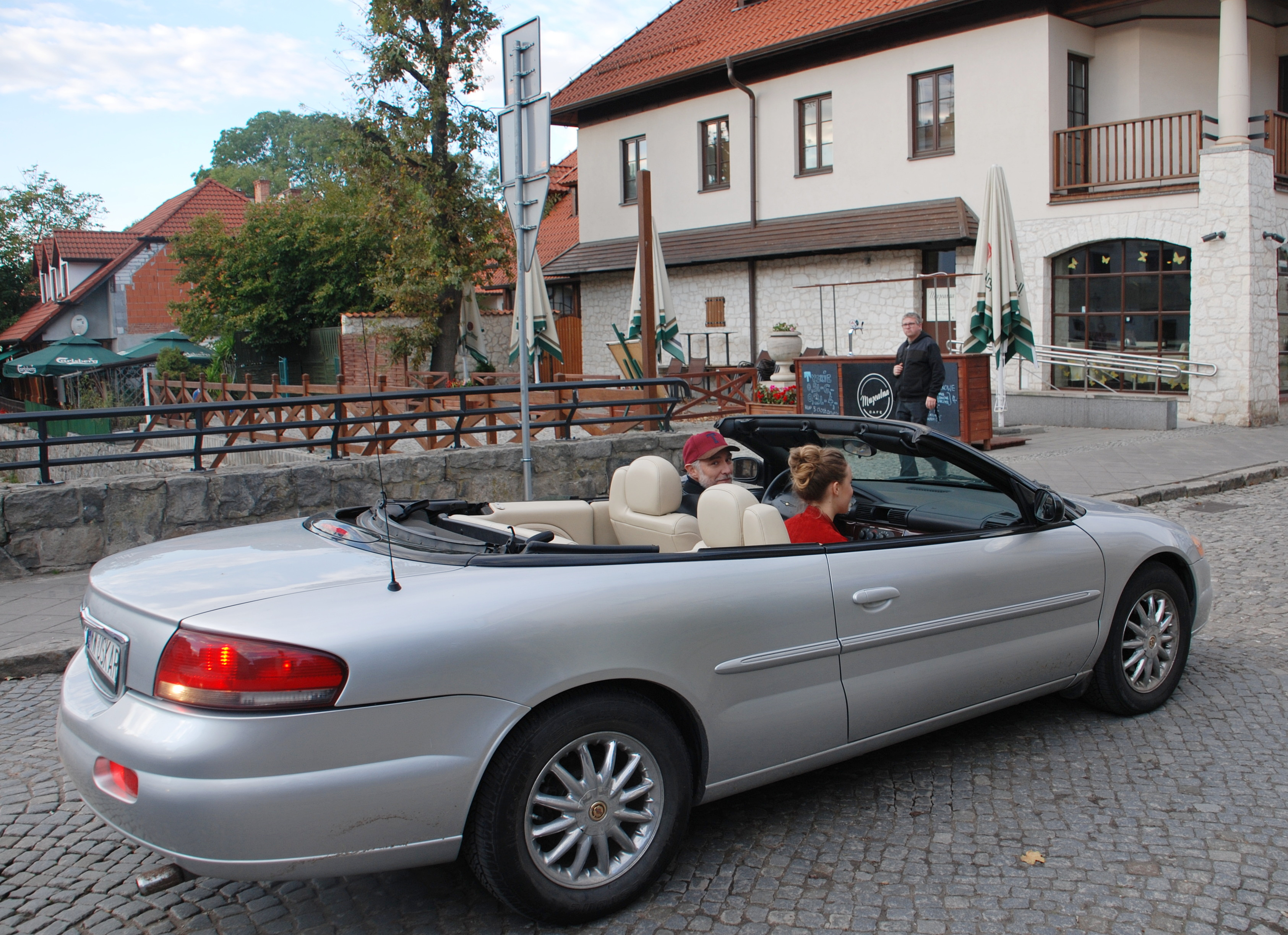
Kazimierz Dolny 2016, Mariusz Drężek na planie filmowym

Mariusz Drężek (ur. 7 lipca 1972 w Mikołajkach) – polski aktor teatralny, dubbingowy i telewizyjny.

## Życiorys

### Wczesne lata
Urodził się w Mikołajkach jako najmłodszy z trojga rodzeństwa. Wychowywał się z siostrą i bratem. Aktorstwem zainteresował się dzięki koledze, który zaproponował mu wizytę w Domu Kultury w Mrągowie, gdzie zafascynowało go spotkanie z instruktorem i teatr.

### Kariera
W latach 1992–1993 i 2004 występował w Teatrze im. Stefana Jaracza w Olsztynie, przy którym w 1993 ukończył Policealne Studium Aktorskie im. Aleksandra Sewruka. W 1997 otrzymał drugą nagrodę na XVIII Przeglądzie Piosenki Aktorskiej we Wrocławiu oraz został uhonorowany pierwszą nagrodą za rolę Fircyka w przedstawieniu Franciszka Zabłockiego Fircyk w zalotach na XV Festiwalu Szkół Teatralnych w Łodzi.
Po ukończeniu w 1997 wydziału aktorskiego we wrocławskiej filii PWST, związał się z wrocławskimi teatrami: Polskim, gdzie wystąpił jako Lizander w sztuce szekspirowskiej Sen nocy letniej i w roli Jakuba Gordona w spektaklu Romana Kołakowskiego Przygody Hucka Finna (1997–2002). Potem grał w teatrach: K2 (1998, 2000, 2002) i Operetce Wrocławskiej jako Bernardo w musicalu Leonarda Bernsteina West Side Story (2004). Następnie występował w teatrach warszawskich – Muzycznym „Roma” jako Sonny Latieri w musicalu Grease (2002), Na Woli im. Tadeusza Łomnickiego (2003), Laboratorium Dramatu w potrójnej roli Świętego Piotra, Pipo i Gracza II w przedstawieniu Tadeusza Słobodzianka Kowal Malambo (2005–2007), Wytwórnia jako Stanisław Retro, celnej karykatury współczesnego idola masowej wyobraźni w sztuce Doroty Masłowskiej Paw królowej. Opera praska (2006) i Dramatycznym jako Marek Kalita w inscenizacji Williama Goldinga Widzialna ciemność (2007).
Jego debiut telewizyjny w telenoweli Polsat Życie jak poker (1998–1999) spotkał się z serdecznym przyjęciem przez telewidzów. Potem pojawił się gościnnie w sześciu odcinkach sitcomu TVP1 Lokatorzy (2000, 2003, 2004) jako Adam Przypadek, brat Jacka (Michał Lesień). W serialu TVP2 M jak miłość (2003, 2004, 2006, 2007) wystąpił w roli Tadeusza Makowskiego, byłego męża Teresy (Joanna Sydor). W serialu TVP2 Na dobre i na złe (2005–2007) jako Bartosz Domagalski, uzależniony od narkotyków narzeczony Mileny Starskiej (Anita Sokołowska), zajmował się dziennikarstwem śledczym. Wystąpił w roli „Metala” w serialu Polsat Fala zbrodni (2006–2008).
Jego dobra znajomość języka rosyjskiego przydała się podczas grania roli turysty Borysa w jednym z odcinków serialu Polsat Rodzina zastępcza (2007). W kilku odcinkach serialu Polsatu Pierwsza miłość (2008) pojawił się jako Krzysiek, pacjent na terapii grupowej leczenia uzależnień prowadzonej przez psychologa Damiana (Łukasz Lewandowski), u którego leczy się także Paweł Krzyżanowski (Mikołaj Krawczyk). W serialu Polsatu Samo życie (2008–2009) wyposażył w cechy pozytywne swoją postać Jerzego Bartnika, bezwzględnego nowego naczelnego redaktora magazynu „Samo Życie”.
Wystąpił w teledysku zespołu Afromental do piosenki „Rock&Rollin’ Love” (2011). W budzącym kontrowersje dramacie autorstwa Józefa i Michała Skolimowskich Ixjana. Z piekła rodem (2012) zagrał mrocznego Vigo. W dramacie Tomasza Wasilewskiego Płynące wieżowce (2013) był trenerem pływania głównego bohatera (Mateusz Banasiuk).

## Życie prywatne
W 2002 ożenił się z aktorką Agnieszką Michalską. Mają syna Ignacego. W 2017 rozwiedli się. W sierpniu 2021 poślubił Annę Kondrakowicz. Mają syna Józefa (ur. 2018).

## Dyskografia
- 2000: Ballady morderców (wydawca: Studio K2 / Proscem) wraz z Kingą Preis na podstawie Nick Cave and the Bad Seeds Murder Ballads
- 2004: Piosenki Jonasza Kofty – Stop klatka (koncert zarejestrowany podczas XXXI Ogólnopolskich Spotkań Zamkowych Śpiewajmy Poezję Olsztyn 2004); Song o ciszy (ze Stanisławą Celińską, Magdaleną Cielecką, Joanną Lewandowską, Iwoną Loranc, Katarzyną Warno, Andrzejem Chyrą, Robertem Janowskim, Wiktorem Zborowskim, Zespołem „Kameleon Kwintet”, Zespołem „Trzy Dni Później”; sł. Jonasz Kofta – muz. Andrzej Zarycki), Miłość Eskimosa, Brat
- 2006: W moich ramionach Nick Cave i przyjaciele – Bar O’Malleya

## Filmografia
- 1998–1999: Życie jak poker – Marcin
- 2000–2004: Lokatorzy – Adam Przypadek, brat Jacka (odc. 27, 150, 151, 155, 184, 199)
- 2001–2007: M jak miłość – mężczyzna w/z kawiarni (odc. 19, 20); Tadeusz Makowski
- 2002–2004: Świat według Kiepskich – dresiarz (odc. 110); ksiądz Józef (odc. 137); Romek (odc. 163)
- 2002: Arche. Czyste zło – „Drągal”
- 2003: Stara baśń – kiedy słońce było bogiem – bratanek
- 2004: Tulipany – Julian, kolega „Dzieciaka”
- 2004: Stara baśń – bratanek
- 2004: Pensjonat pod Różą – Gabriel, „narzeczony” Kariny (odc. 6)
- 2004: Oficer – Eryk, brat Rity (odc. 9 i 11)
- 2004: Camera Cafe – malarz (odc. 7)
- 2004: Daleko od noszy  – stylista (odc. 29)
- 2005: Verliebt durch Stettin
- 2005–2007: Na dobre i na złe – Bartosz Domagalski, narzeczony Mileny Starskiej
- 2005: Magda M. – redaktor naczelny dziennika „Dziś” (odc. 3)
- 2005: Egzamin z życia – szef agencji modelek (odc 13)
- 2005–2007: Kryminalni – mecenas Kacper Janiak (odc. 15); Włodek Lisiecki (odc. 80)
- 2005: Czego się boją faceci, czyli seks w mniejszym mieście – kierownik planu (odc. 13 I serii)
- 2006: My baby – Rysio, chłopak Joli
- 2006: Mrok – Patryk Zacharczuk (odc. 1)
- 2006: Niania – narzeczony Aśki Nowaczyńskiej (odc. 45)
- 2006: Tajemnica lodowca – „Popeye”
- 2006–2008: Fala zbrodni – Jerzy Tomczyk „Migacz”, płatny zabójca (odc. 50); Andrzej Metlewicz „Metal” (odc. 90–103)
- 2007: Pitbull – Witalij Kaługin (odc. 18)
- 2007: Rodzina zastępcza – turysta Borys (odc. 256)
- 2007: Rezerwat – wydawca Marek, kolega Marcina
- 2008–2009: Samo życie – Jerzy Bartnik, nowy redaktor naczelny
- 2008: Pierwsza miłość – Krzysiek, pacjent na terapii grupowej leczenia uzależnień prowadzonej przez psychologa Damiana (odc. 823–828)
- 2008: Teraz albo nigdy! – Zbyszek Rudyń (odc. 23)
- 2009–2011: Ojciec Mateusz – Sławek Ruciński (odc. 12); Góral (odc. 84)
- 2009: Złotopolscy – gej Adaś (odc. 1048)
- 2009: Generał – aktor (odc. 4)
- 2009: Naznaczony – Radek Biernacki, przyjaciel Staszka (odc. 2)
- 2009: Generał – zamach na Gibraltarze – aktor
- 2010: Prosta historia o miłości – złodziej „Zielina”
- 2010: Hotel 52 – wydawca (odc. 15)
- 2011: Chichot losu – Stefan, szef Joanny
- 2011: Wyjazd integracyjny – Rzerzycki
- 2011: Wojna żeńsko-męska – Wojtek Niewierzejski
- 2011: Usta usta – Maciej Kramer, adwokat Agnieszki (odc. 30 i 32)
- 2011–2012: Przepis na życie – Jeremiasz Krupa, szef firmy korporacyjnej
- 2011: Proste pragnienia
- 2011: Bez tajemnic – Marcin, nauczyciel i kochanek Zosi (odc. 8)
- 2012: Nad rozlewiskiem – szef agencji
- 2012: Ixjana – Vigo
- 2013: Na Wspólnej – Tomasz Bednarski
- 2013: Przyjaciółki – Janusz Jastoliński
- 2013: Prawo Agaty – paparazzo (odc. 50)
- 2013: Płynące wieżowce – trener Kuby
- 2014: Komisarz Alex – Jakub Sztajner (odc. 55)
- 2014: Na krawędzi 2 – partner Rokosza (odc. 12)
- 2015: Disco polo jako Roland
- 2016: Druga szansa jako policjant (odc. 9)
- 2017: W rytmie serca jako Oskar Konarski (odc. 3)
- 2017: Ojciec Mateusz jako Artur Rakowski (odc. 230)
- 2017: Komisarz Alex jako Aleksander Szulc (odc. 113)
- 2017: Diagnoza jako radiolog Marek Wiśniewski
- 2019: Underdog jako Puszkin
- 2019: Pół wieku poezji później jako wiedźmin Lambert
- 2020: Místo zločinu Ostrava jako pułkownik Jan Siemiński (odc. 6)
- od 2020: Miasto długów jako Kuba Kos
- 2022: Nie cudzołóż i nie kradnij jako ksiądz Mariusz
- 2023: Korona królów. Jagiellonowie jako Wojsław
- 2024: Dalej jazda! jako Andrzej Gugulak

## Polski dubbing
- 1996: O czym szumią wierzby – Ksawery Łasica
- 2006: Karol. Papież, który pozostał człowiekiem – Mehmet Ali Ağca
- 2009: Dzieci Ireny Sendlerowej – Michał